# Леви (Квебек)

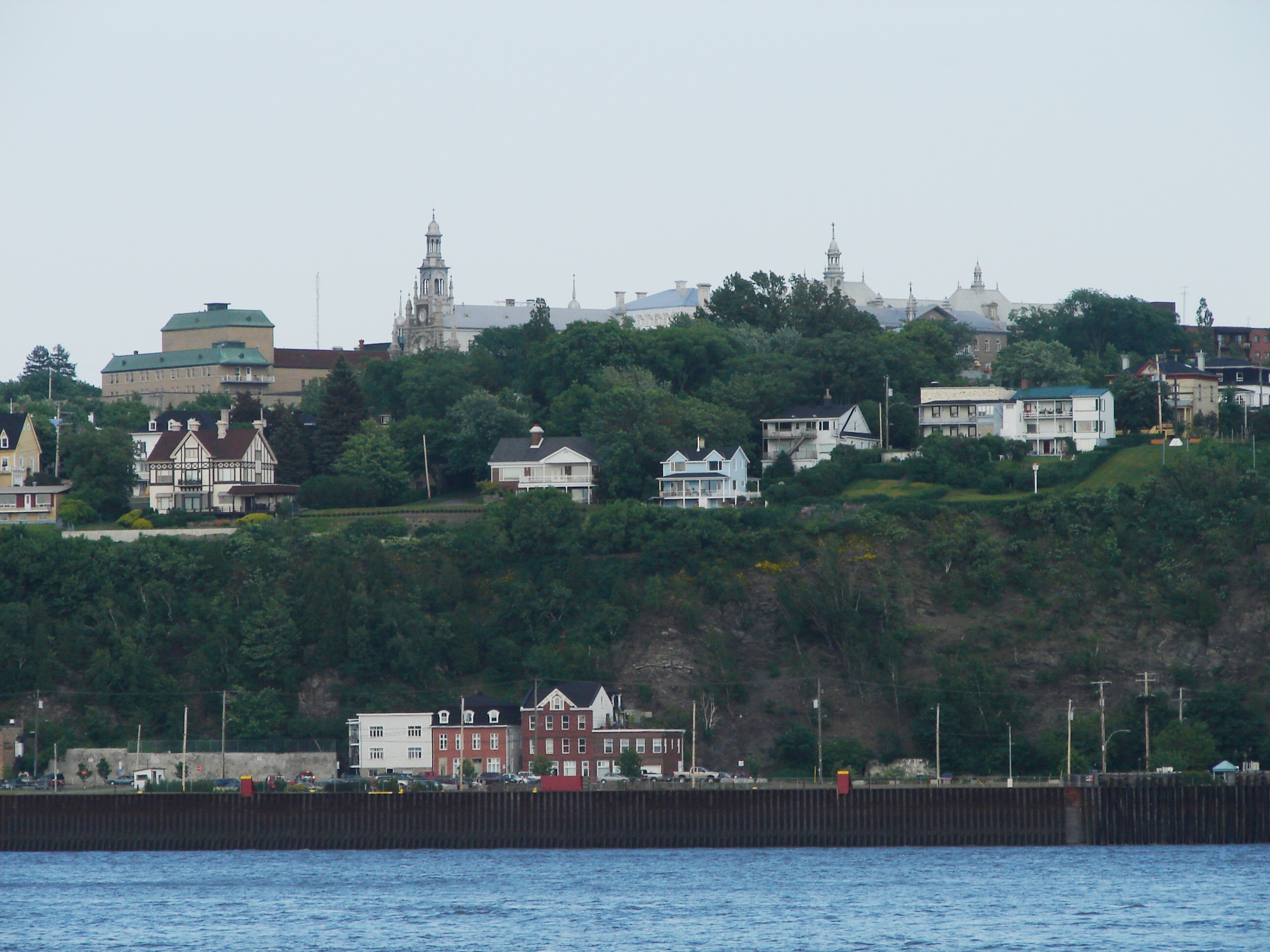
Вид на Леви с реки Св. Лаврентия

Леви (фр. Ville de Lévis) — город в Канаде в провинции Квебек.
Город был образован в 1861 году Жозеф-Дави Дезьелем, хотя на месте современного Леви были и более ранние поселения. Назван в честь французского полководца, герцога де Леви.
Леви находится на правом берегу реки Святого Лаврентия напротив столицы провинции Квебек, с которым связан известным Квебекским мостом.
Население города на 2011 год оставляет 138,769 тыс. жителей. Сам город занимает площадь около 335 км². 97,6 % населения единственным родным языком называет французский.